# Wegekreuz Kenten

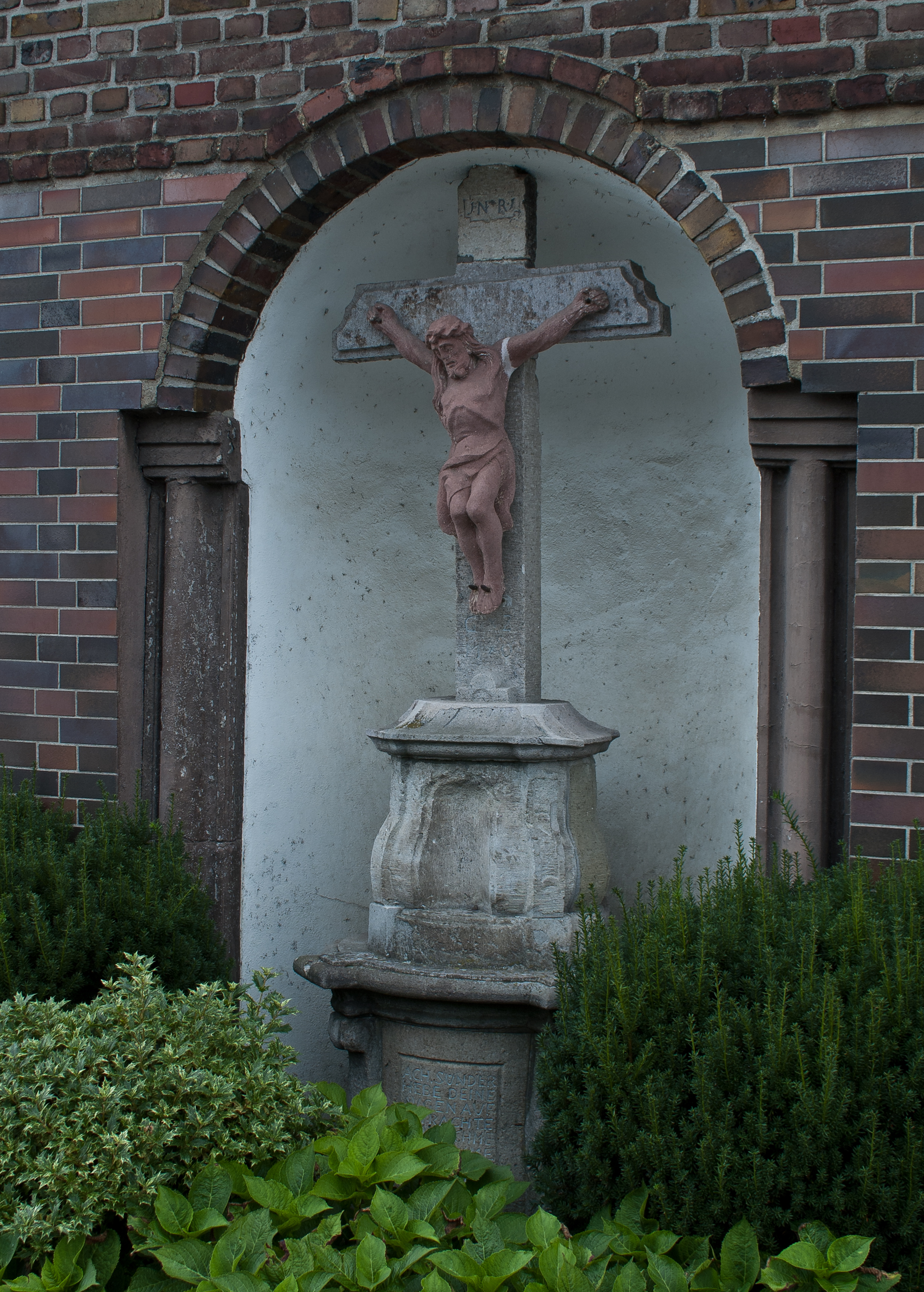
Wegekreuz gegenüber dem Josefshaus

Das Wegekreuz gegenüber der Carl-Sonnenschein-Straße 2 Josefshaus ist ein Denkmal, es befindet sich in einer Hausnische im Stadtteil Kenten in der Kreisstadt Bergheim.

## Geschichte und Architektur
Das Wegekreuz ist angeblich im Jahr 1880 vom Platz des ehemaligen Siechenhauses in Honrath bei Ichendorf an den aktuellen Standort versetzt worden. Es besteht aus Sandstein und ist 2,5 Meter hoch. Auf einem geschwungenen Sockel und Aufsatz steht das Kreuz mit dem gekreuzigten Christus. Im Sockel befinden sich zwei Inschriftenfelder. Das erste trägt die Inschrift:
„Matthias CRI…und Maria Sibilla Muddeks Eheleuth zu Quadrath haben dieses Kreuz machen lassen den 17. April Anno 1782“. Die zweite Inschrift lautet:
„Ach Sünder hebe deine Augen auf, betrachte meine Schmerzen, hemme deiner Sünden Lauf, bekehre dich von herzen. Rest. Anno 1972.“

## Denkmal
Das Wegekreuz ist mit der Denkmalnummer 225 in die Liste der Baudenkmäler in Kenten eingetragen.